# Rogowo (gromada w powiecie rypińskim)
Rogowo – dawna gromada, czyli najmniejsza jednostka podziału terytorialnego Polskiej Rzeczypospolitej Ludowej w latach 1954–1972.
Gromady, z gromadzkimi radami narodowymi (GRN) jako organami władzy najniższego stopnia na wsi, funkcjonowały od reformy reorganizującej administrację wiejską przeprowadzonej jesienią 1954 do momentu ich zniesienia z dniem 1 stycznia 1973, tym samym wypierając organizację gminną w latach 1954–1972.
Gromadę Rogowo z siedzibą GRN w Rogowie utworzono – jako jedną z 8759 gromad na obszarze Polski – w powiecie rypińskim w woj. bydgoskim, na mocy uchwały nr 24/10 WRN w Bydgoszczy z dnia 5 października 1954. W skład jednostki weszły obszary dotychczasowych gromad Rogowo, Brzeszczki Duże, Brzeszczki Małe, Świeżawy, Rojewo, Sosnowo, Borowo, Lisiny i Wierzchowiska ze zniesionej gminy Rogowo oraz obszar dotychczasowej gromady Huta ze zniesionej gminy Żałe w tymże powiecie. Dla gromady ustalono 23 członków gromadzkiej rady narodowej.
10 kwietnia 1956 (z mocą obowiązującą wstecz od 29 lutego 1956) do gromady Rogowo włączono część wsi Likiec o powierzchni 572,34 z gromady Wólka w powiecie lipnowskim w tymże województwie.
31 grudnia 1961 do gromady Rogowo włączono obszar zniesionej gromady Kobrzyniec Stary w tymże powiecie.
1 stycznia 1972 do gromady Rogowo włączono sołectwa Czumsk Duży, Czumsk Mały, Kosiory, Narty i Szczerby ze zniesionej gromady Czumsk Duży, sołectwa Karbowizna, Lasota i Pręczki ze zniesionej gromady Pręczki oraz sołectwa Nadróż i Ruda ze zniesionej gromady Żałe w tymże powiecie.
Gromada przetrwała do końca 1972 roku, czyli do kolejnej reformy gminnej. 1 stycznia 1973 w powiecie rypińskim reaktywowano gminę Rogowo.